# Josefine af Leuchtenberg
 "Dronning Josefine" omdirigeres hertil. For andre dronninger med samme navn, se Dronning Josefine (flertydig).
Josefine af Leuchtenberg (svensk: Josefina av Leuchtenberg; tysk: Josephine von Leuchtenberg; født Joséphine de Beauharnais) (14. marts 1807 – 7. juni 1876) var dronning af Norge og Sverige fra 1844 til 1859.
Hun var datter af Eugène de Beauharnais (Napoleon Bonapartes stedsøn) og prinsesse Augusta af Bayern. Hendes far fik tildelt titlen Herzog von Leuchtenberg (hertug af Leuchtenberg) af den bayerske kong Maximilian I i 1817.
Hun blev gift 19. juni 1823 med kronprins Oscar, senere norsk og svensk konge under navnet Oscar I.
Hun blev meget populær i sine nye hjemlande. Josefine var en trofast katolik til trods for, at den lutherske, svenske statskirke lagde et hårdt pres for at få hende til at skifte tro. Hun arbejdede for religionsfrihed, som blev indført i Sverige i 1860.

## Børn
- Karl, (1826-1872), hertug af Skåne, konge af Norge og Sverige 1859-1872
- Gustaf, «Sangerprinsen», (1827-1852), hertug af Uppland
- Oscar, (1829-1907), hertug af Östergötland, konge af Norge 1872-1905 og af Sverige 1872-1907
- Eugénie, (1830-1889), komponist, maler og formgiver
- August, (1831-1873), hertug af Dalarna, generalløjtnant.

## Andet
Dronningen nedstammede fra Gustav Vasa, og gennem dette stammer også alle Bernadotte-konger fra og med Karl 15. fra Vasaslægten. 
- Wikimedia Commons har flere filer relateret til Josefine af Leuchtenberg